# LiveContest DK
LiveContest DK (tidligere DM i Rock) er en årlig musikkonkurrence hvor mange upcoming bands deltager.
Arrangementet startede i 1990 som DM i Rock med Rasmus Nøhr som daglig leder frem til 1996. Navnet blev i 2002 ændret til LiveContest DK for at signalere det ikke nødvendigvis behøver være rock.

## Deltagere
| År   | 1. Plads                  | 2. Plads            | Vinder af publikumspris | Andre deltagere                          |
| ---- | ------------------------- | ------------------- | ----------------------- | ---------------------------------------- |
| 1990 | Zapp Zapp                 |                     |                         |                                          |
| 1991 | Ancient Tribe             | Grand Union Band    |                         |                                          |
| 1992 | Passion Orange            | Inside the Whale    |                         | Nr. 3 Dizzy Mizz Lizzy                   |
| 1993 | Dizzy Mizz Lizzy          | Kashmir             |                         | Nr. 3 Impotators, Nr. 4 Inside the Whale |
| 1994 | Ludo X                    |                     | Out of Season           |                                          |
| 1995 | Melanies Breast           |                     |                         |                                          |
| 1996 | Diva                      | Dawn                |                         | Nephew                                   |
| 1997 | Hallå Då                  | Brimstone Butterfly |                         | Saybia Carpark North Nephew              |
| 1998 | Softporn                  | Shine On            | Psyko slik              | Venus Mykness                            |
| 1999 | Steric                    |                     |                         | Venus                                    |
| 2000 |                           |                     |                         |                                          |
| 2001 |                           |                     |                         |                                          |
| 2002 |                           |                     |                         |                                          |
| 2003 | AIM                       | Utah                |                         |                                          |
| 2004 | Sodastar (nu Alphabeat)   | The Modesty         |                         | Volbeat                                  |
| 2005 | Solár                     |                     |                         | Including Me, Alf, Källing               |
| 2006 | Ingen konkurrence afholdt |                     |                         |                                          |
| 2007 | Ingen konkurrence afholdt |                     |                         |                                          |
| 2008 | Majorian                  |                     |                         | The Floor is Made of Lava                |